# Jürgen Lew
Jürgen Lew (* 25. November 1980) ist ein ehemaliger österreichischer Fußballspieler.

## Karriere
Lew begann seine Karriere beim ESV Knittelfeld. Zur Saison 1995/96 wechselte er in das BNZ des SK Sturm Graz. Bei Sturm spielte er später auch für die Amateure. Zur Saison 2000/01 wechselte er zum Regionalligisten Kapfenberger SV. In dieser Zeit nahm er auch an Trainerlehrgängen des Landesverbandes teil und erlangte im November 2001 die ÖFB-D-Trainerlizenz. Mit der KSV stieg er 2002 in die zweite Liga auf. Sein Debüt in der zweithöchsten Spielklasse gab er im Juli 2002, als er am zweiten Spieltag der Saison 2002/03 gegen den BSV Bad Bleiberg in der Startelf stand. In eineinhalb Jahren mit der KSV in der zweiten Liga absolvierte er 47 Partien.
Im Jänner 2004 wechselte Lew zum viertklassigen SC Kalsdorf, mit dem er zu Saisonende in die Regionalliga aufstieg. Am Ende der Saison 2004/05 stieg er mit Kalsdorf allerdings prompt wieder in die Landesliga ab. Daraufhin wechselte der Mittelfeldspieler zur Saison 2005/06 innerhalb der Landesliga zum SC Weiz. Für die Weizer kam er zu 27 Einsätzen, in denen er ein Tor erzielte. Zur Saison 2006/07 schloss er sich dem Ligakonkurrenten SV Rottenmann an. Für Rottenmann spielte er 13 Mal in der vierthöchsten Spielklasse.
Im Jänner 2007 wechselte er weiter innerhalb der Liga zum SVA Kindberg. Mit Kindberg stieg er allerdings am Ende der Saison 2006/07 in die Oberliga ab. Nach drei Jahren in der fünften Liga stieg er mit Kindberg 2010 wieder in die Landesliga auf. In viereinhalb Spielzeiten beim Verein kam er zu 103 Einsätzen in der Landes- und Oberliga, in denen er 13 Tore machte. Zur Saison 2011/12 schloss Lew sich dem fünftklassigen FC Zeltweg an. Mit Zeltweg stieg er zu Saisonende in die Landesliga auf, in der sich der Klub allerdings nur eine Spielzeit lang hielt. Nach dem Wiederabstieg beendete der Defensivspieler nach 43 Einsätzen für die Zeltweger seine Karriere.

## Persönliches
Nach dem Ende seiner Profikarriere wurde Lew Lehrer für Mathematik und Sport; seine Diplomarbeit zur Erlangung des akademischen Grades eines Magisters aus dem Jahr 2009 trug den Titel Vision „Sportvolksschule“. Aktuell (Stand: 2025) unterrichtet er an der Mittelschule in Seckau.